# Stavební program
„Stavební program“ je nástroj odpovědného stavebníka nebo investora na samém počátku záměru stavby. Jde v něm o ujasnění základních parametrů zamýšlené stavby, její náplně, velikosti, funkčních vazeb, případně umístění a především oprávněnosti. Má písemnou nebo tabulkovou podobu. Může být doplněn i schématy.

## Účel
Stavební program je úkonem ještě před započetím projektových prací a je jejich podkladem. Součástí stavebního programu je předběžný rozpočet stavby. Za stavební program lze považovat i jednoduchou rozvahu stavebníka malých pozemních staveb.
U velkých a složitých staveb – nemocnic, velkých hotelů, laboratoří, letišť, farmaceutických továren, divadel nebo nádraží je naprostou nezbytností.
V počátcích vyžaduje definování cíle a objem výkonů, pro které má stavba sloužit. Dalším krokem je souhrn všech pracovišť, místností a provozů s výchozí představou o velikosti a jejich prostorových (funkčních) spojení. Dále výchozí definice kvalitativního standardu. Také systematické rozdělení do funkčních celků. Od samého počátku by mělo vypracování stavebního programu brát v úvahu hospodářské parametry. Také finanční možností-nejen stavby samé ale i nároků na budoucí provoz.
Stavební program slouží nejenom k prvotnímu ověření zamýšlené stavby a jejímu prvnímu potvrzení ale i jako podklad pro další pokračování nebo případně i k upuštění od záměru v případě, že odhalí jeho nereálnost nebo momentální nedostupnost. V takovém případě jsou uspořeny náklady na další stupně. Dobrý stavební program je předpokladem (podmínkou nutnou) správného zpracování dalších stupňů. Konečná reflexe stavebního programu nastává při zpracování projektu. Mezi oběma fázemi má účinkovat částečná zpětná vazba.

## Verifikace
Každý stavební program musí být podroben oponentuře, při jeho zpracování je třeba brát v úvahu také stavební realitu. Je užitečné, aby stavební program na složitější stavby zpracovávali ve vzájemné oponentní součinnosti, jak osoby dobře znalé potřeb zamýšlené funkce tak i projekčního a stavebního procesu. Je známo, že osoba spojená s potřebami provozu (tedy znalá provozu) může mít sklon navyšovat prostorové nároky nad realistickou mez. Proto je důležitá kvalifikovaná oponentura již na samém počátku zpracování programu. U složitých staveb je na místě, aby byl program zpracováván ve více krocích (nejméně ve dvou) a aby před jeho konečným zpracováním byly zapojena připomínky dotčených subjektů.
Stavební program může být korigován po úvodních stupních projektové dokumentace nebo na základě výsledků soutěží o návrh.